# Бачка (община Драгаш)
Бачка (на албански: Baqkë или Baqka; на сръбски: Бачка или Bačka) е село, разположено в областта Гора, в община Драгаш (Шар), Косово. Населението му възлиза общо на 52 жители според преброяването от 2011 г.

## География
Селото се намира на около 8 km южно от градчето Драгаш и на около 35 километра южно от град Призрен. То е разположено от лявата страна на река Млика, на около 1200 метра надморска височина.

## История
Васил Кънчов отбелязва през 1900 година Бички сред селата в Гора, населени от българи мохамедани, наричани торбеши. Броят на къщите е 50.
След Междусъюзническата война селото попада в Сърбия. Според Стефан Младенов в 1916 година Ба̀тька е българско село с 50 къщи.
На етническата си карта на Северозападна Македония в 1929 година Афанасий Селишчев отбелязва Бачка като българско село.
Преброяването от 2011 година регистрира всичките 52 жители като горани. Според това преброяване само две селища в Косово са изцяло горански – Бачка и съседното Диканце.